# Ugao
Ugao (serbisch-kyrillisch Угао, albanisch Ugëll oder auch Uglla) ist ein Dorf in Zentralserbien.

## Geographie und Klima

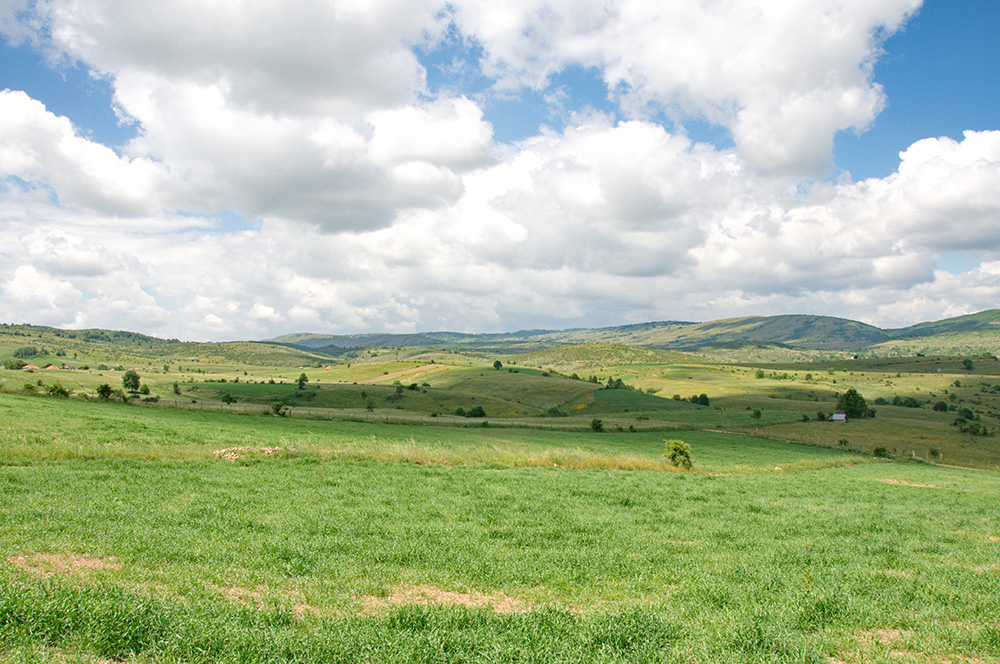
Die Pešter-Hochebene

Ugao liegt an der Grenze mit Montenegro im Südwesten Serbiens. Es befindet sich in der Pešter-Hochebene und ist Teil der Opština Sjenica im Verwaltungsbezirk Zlatibor. Das Dorf ist auch Teil der historischen Region Sandschak.
In Ugao sind die Sommer angenehm und überwiegend klar, wohingegen die Winter eiskalt, schneereich und teilweise bewölkt sind.

## Geschichte
Die Region um Ugao war bis zur Landnahme der Slawen auf dem Balkan hauptsächlich Teil des Byzantinischen Reiches. Im Mittelalter wechselte sich die Herrschaft der Region in schneller Folge immer wieder ab. Es war eine umstrittene Gegend zwischen den serbischen Königen und den oströmischen Kaisern. Im 15. Jahrhundert geriet die Region schlussendlich unter türkische Oberhoheit. Bis zur Okkupation Österreich-Ungarns im Jahr 1878, gehörten Ugao und die umliegenden Dörfer unmittelbar zum Osmanischen Reich. 1908 wurde der okkupierte Sandžak für kurze Zeit wieder gänzlich den Osmanen zugesprochen. Im Ersten Weltkrieg jedoch wurde das Dorf, welches zuvor im Jahr 1913 dem Königreich Serbien zugesprochen wurde, wieder von den Österreichern bis zum Kriegsende besetzt. 1918 bildete sich das neue Königreich Jugoslawien mit Ugao als Teil der Bannschaft Zeta. Im Zweiten Weltkrieg nahm NS-Deutschland das Gebiet ein und schloss es dem italienischen Marionettenregime in Montenegro an. Seit dem Zweiten Weltkrieg ist Ugao Bestandteil Serbiens.

## Bevölkerung

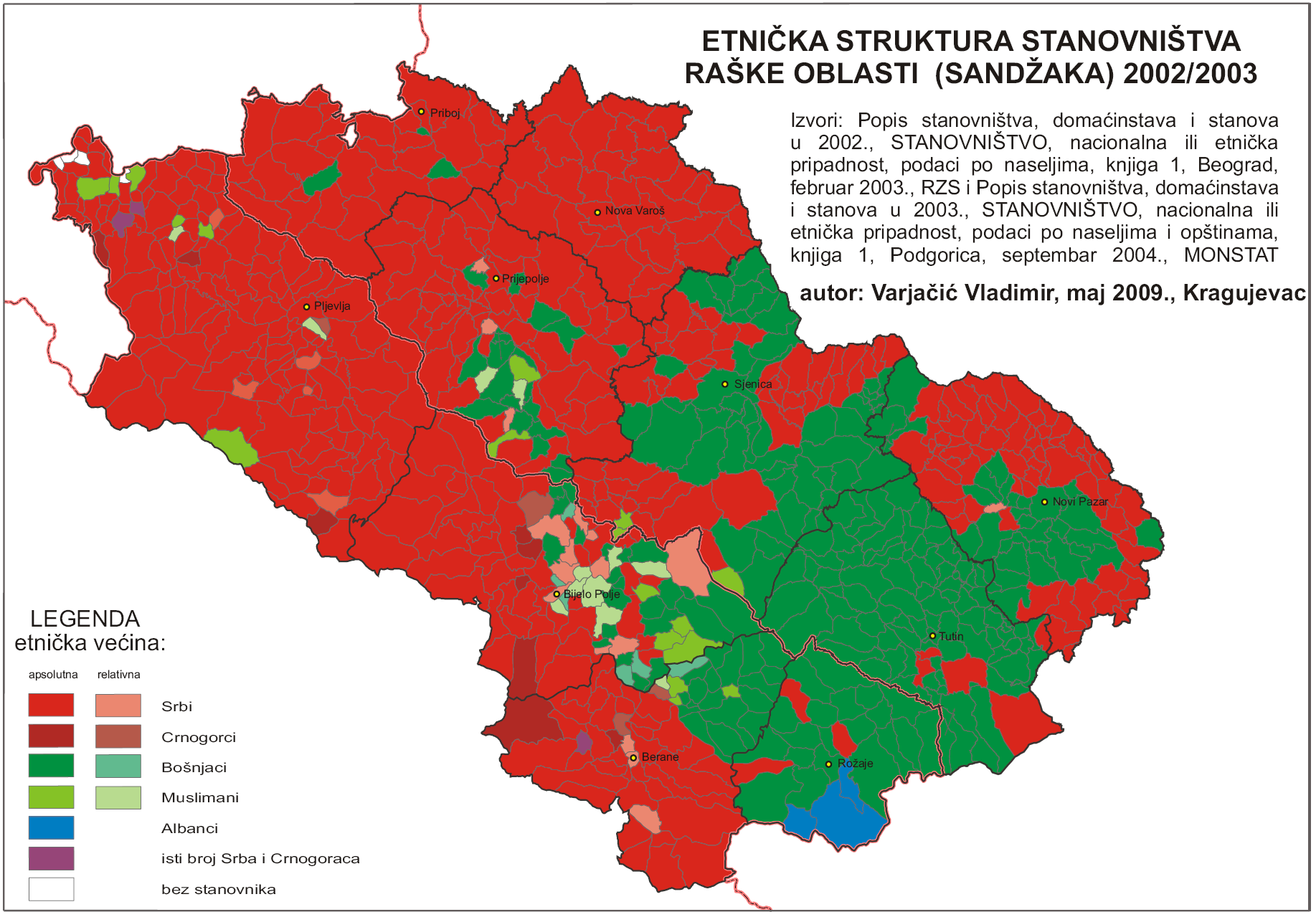
Die Volksgruppen im Sandžak gemäß der Volkszählung von 2002. Bosniaken werden durch die grüne Farbe gekennzeichnet, hingegen Albaner durch die blaue.

Die ethnische Zugehörigkeit der Bewohner ist kompliziert.
Ugao ist eines von drei Dörfern in der Pešter-Hochebene mit einer Bevölkerung, die heute noch zum Teil Albanisch spricht.
Gemäß der Volkszählung von 2002 haben sich jedoch 99 % der Bewohner als Bosniaken bezeichnet.
Albanische Institutionen gehen von einer Assimilationspolitik vonseiten der serbischen Behörden aus. In einer Dokumentation vom albanischen Fernsehsender Top Channel Albania, gaben sich die Bewohner von Ugao als Albaner aus, wobei jedoch nur die Älteren im Dorf fähig waren, das Albanische im gegischen Dialekt zu sprechen.
Der Zensus von 2011 ergab für das Dorf eine Bevölkerung von 437 Personen.
Die Mehrheit der Einwohner sind Muslime.
Albanisch ist in Ugao neben dem Serbischen keine Amtssprache.

## Töchter und Söhne des Dorfes

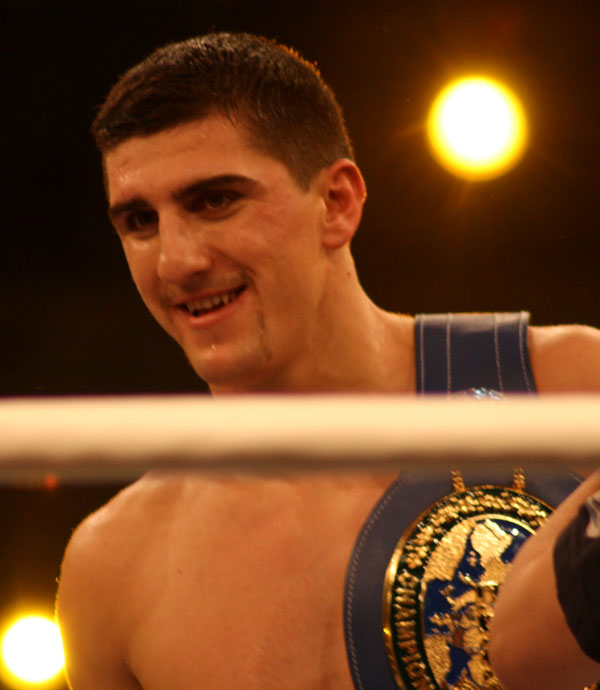
Boxer Huck

- Marco Huck, geb. 1984, Boxer